# Lijst van voormalige watergedreven molens in Limburg (Nederland)
In Nederland zijn de meeste watergedreven molens langs de grens met Duitsland en België te vinden. De provincie Limburg is de provincie met de meeste watergedreven molens. Tegenwoordig zijn watermolens slechts in vier provincies te vinden: Gelderland, Noord-Brabant, Limburg en Overijssel. In Flevoland, Friesland en Noord-Holland hebben nooit watermolens gestaan. In de overige provincies zijn deze verdwenen. Onder de verdwenen molens vallen ook de getijdenmolens die in de provincies Zuid-Holland, Noord-Brabant en Zeeland hebben gestaan.
Voormalige watermolens in Limburg:
| Naam                                            | Waterloop                          | Plaats                 | Gemeente          | Provincie | Type molen                                      | Functie                                      | Zichtbare restanten          | Huidig gebruik | Foto           |
| ----------------------------------------------- | ---------------------------------- | ---------------------- | ----------------- | --------- | ----------------------------------------------- | -------------------------------------------- | ---------------------------- | -------------- | -------------- |
| Aldemolen                                       | Jeker                              | Maastricht             | Maastricht        | Limburg   | ?                                               | looierij                                     | verdwenen                    |                |                |
| Watermolen de Ancker / Papiermolen              | Jeker                              | Maastricht             | Maastricht        | Limburg   | ?                                               | papiermolen                                  | restant                      |                |                |
| Baalsbruggermolen                               | Worm                               | Kerkrade               | Kerkrade          | Limburg   | turbinemolen                                    | korenmolen                                   | restant                      |                |                |
| Bongemolen / Stevenmolen                        | Jeker                              | Maastricht             | Maastricht        | Limburg   | ?                                               | ?                                            | restant/verdwenen            |                |                |
| Borgermolen                                     | Geleenbeek                         | Schinnen               | Schinnen          | Limburg   | onderslagmolen                                  | korenmolen                                   | restant                      |                |                |
| Bosmolen                                        | Panheelderbeek                     | Panheel                | Maasgouw          | Limburg   | onbekend                                        | korenmolen                                   | verdwenen                    |                |                |
| Bovenste Molen                                  | Venlose Molenbeek                  | Venlo                  | Venlo             | Limburg   | bovenslagmolen                                  | korenmolen, verfstoffenmolen                 | kasteelboerderij             | hotel          |                |
| Bovenste Molen                                  | Roode Beek                         | Schinveld              | Onderbanken       | Limburg   | middenslagmolen                                 | korenmolen                                   | restant                      |                |                |
| Bovenste Molen van Hulsen                       | Molenbeek                          | Geulle                 | Meerssen          | Limburg   | bovenslagmolen                                  | korenmolen                                   | verdwenen                    |                |                |
| Bovenste Neustadtmolen / Hofkensmolen           | Jeker                              | Maastricht             | Maastricht        | Limburg   | onderslagmolen                                  | korenmolen                                   | restant                      |                |                |
| Broekmolen of Broekermolen                      | Gulp                               | Slenaken               | Gulpen-Wittem     | Limburg   | turbinemolen                                    |                                              | restant                      | geen           |                |
| Broekmolen / De Drakenmolen                     | Caumerbeek                         | Hoensbroek             | Heerlen           | Limburg   | bovenslagmolen, later turbinemolen              | korenmolen, moutmolen                        | restant                      | woonhuis       | Broekmolen     |
| Brugmolen                                       | Anstelerbeek                       | Kerkrade               | Kerkrade          | Limburg   | ?                                               | ?                                            | verdwenen                    |                |                |
| Brunssummer Molen                               | Roode Beek                         | Brunssum               | Brunssum          | Limburg   | bovenslagmolen                                  | ?                                            | restant                      |                |                |
| Bulkemsmolen                                    | Eyserbeek                          | Simpelveld             | Simpelveld        | Limburg   | bovenslagmolen                                  | korenmolen                                   | restant                      |                |                |
| Caumermolen                                     | Caumerbeek                         | Heerlen                | Heerlen           | Limburg   | bovenslagmolen                                  | korenmolen                                   | restant                      |                |                |
| Caumeroliemolen                                 | Caumerbeek                         | Heerlen                | Heerlen           | Limburg   | bovenslagmolen                                  | oliemolen                                    | restant                      |                |                |
| Danikermolen                                    | Geleenbeek                         | Daniken                | Sittard-Geleen    | Limburg   | onderslag, later middenslag, weer later turbine | graanmolen, oliemolen                        | verdwenen                    |                |                |
| Eikendermolen                                   | Geleenbeek                         | Terworm                | Heerlen           | Limburg   | middenslagmolen                                 | volmolen                                     | restant                      |                |                |
| Frankenhofmolen                                 | Zieversbeek                        | Vaals                  | Vaals             | Limburg   | bovenslagmolen                                  | volmolen                                     | restant                      |                |                |
| Geërfdenmolen                                   | Mulbeek                            | Tegelen                | Venlo             | Limburg   | ?                                               | korenmolen                                   | verdwenen                    |                |                |
| Gennepermolen                                   | Niers                              | Gennep                 | Gennep            | Limburg   | onderslagmolen                                  | korenmolen, houtmolen                        | restant                      |                |                |
| Goossensmolentje                                | Eugeniakanaal                      | Venlo                  | Venlo             | Limburg   | ?                                               | ?                                            | verdwenen                    |                |                |
| Graanmolen van Borgharen                        | Kanjel                             | Borgharen              | Maastricht        | Limburg   | onderslagmolen                                  | korenmolen                                   | restant                      |                |                |
| Hammolen                                        | Anselderbeek                       | Kerkrade               | Kerkrade          | Limburg   | bovenslagmolen                                  | ?                                            | restant                      |                |                |
| Heisterbrugger korenmolen                       | Geleenbeek                         | Schinnen               | Schinnen          | Limburg   | onderslagmolen                                  | korenmolen                                   | restant                      |                |                |
| Heisterbrugger oliemolen                        | Geleenbeek                         | Schinnen               | Schinnen          | Limburg   | onderslagmolen                                  | oliemolen                                    | verdwenen                    |                |                |
| Hellmolen                                       | Helbeek                            | Venlo                  | Venlo             | Limburg   | ?                                               | ?                                            | verdwenen                    |                |                |
| Hertogsmolen                                    | Jeker                              | Maastricht             | Maastricht        | Limburg   | ?                                               | moutmolen                                    | verdwenen                    |                |                |
| Holtmeule                                       | Aalsbeek                           | Tegelen                | Venlo             | Limburg   | bovenslagmolen                                  | koren-, olie-, pel- en moutmolen             | verdwenen                    |                |                |
| Italiëmolen                                     | Cedronsbeek                        | Venlo                  | Venlo             | Limburg   | ?                                               | korenmolen                                   | verdwenen                    |                |                |
| Kasteelmolen                                    | Selzerbeek                         | Lemiers                | Vaals             | Limburg   | middenslagmolen                                 |                                              | restant                      |                |                |
| Kathagermolen                                   | Geleenbeek                         | Kathagen               | Nuth              | Limburg   | middenslagmolen                                 | korenmolen                                   | restant                      |                | Kathagermolen  |
| De Köpkesmolen                                  | Caumerbeek                         | Heerlen                | Heerlen           | Limburg   | bovenslagmolen                                  | korenmolen                                   | restant                      |                | De Köpkesmolen |
| Kraekermolen                                    | Thornerbeek                        | Thorn                  | Maasgouw          | Limburg   | onderslagmolen                                  | korenmolen                                   | restant                      |                |                |
| Laaghuismolen                                   | Hoogmolenbeek                      | Venlo                  | Venlo             | Limburg   | onderslagmolen                                  | korenmolen                                   | restant                      |                |                |
| Linnermolen                                     | Vlootbeek                          | Linne                  | Maasgouw          | Limburg   | middenslagmolen                                 |                                              | restant                      |                |                |
| Lohofsmolen                                     | binnengracht vestingwerken         | Venlo                  | Venlo             | Limburg   | ?                                               | korenmolen, eekmolen                         | verdwenen                    |                |                |
| Maalbekermolen                                  | Maalbeek                           | Belfeld                | Venlo             | Limburg   | onbekend                                        | korenmolen                                   | restant                      |                |                |
| Maasmolen op de Maas                            | Maas                               | Maastricht             | Maastricht        | Limburg   | onderslagmolen                                  | zaag- en korenmolen                          | verdwenen                    |                |                |
| Maasmolen op de Maas                            | Maas                               | Maastricht             | Maastricht        | Limburg   | onderslagmolen                                  | zaag- en korenmolen                          | verdwenen                    |                |                |
| Molen van Carolus Houben                        | Geleenbeek                         | Munstergeleen          | Sittard-Geleen    | Limburg   | onbekend                                        | koren- en oliemolen                          | restant                      |                |                |
| Molen van Damoiseaux                            | Molenbeek (Sittard)                | Sittard                | Sittard-Geleen    | Limburg   | middenslagmolen                                 | volmolen, oliemolen, korenmolen, schorsmolen | verdwenen                    |                |                |
| Molen van Dollaert                              | Jeker                              | Maastricht             | Maastricht        | Limburg   | onderslagmolen                                  | graanmolen en oliemolen                      | restant                      |                |                |
| Molen van Hochstenbach                          | Molenbeek (Sittard)                | Sittard                | Sittard-Geleen    | Limburg   | onderslagmolen                                  | olie- en zwartselmolen, later korenmolen     | restant                      | stadsboerderij |                |
| Muldermolen                                     | Geleenbeek                         | Thull                  | Schinnen          | Limburg   | onderslagmolen                                  | korenmolen                                   | verdwenen                    |                |                |
| Munnikemolen                                    | Helbeek                            | Venlo                  | Venlo             | Limburg   | ?                                               | ?                                            | verdwenen                    |                |                |
| Nekummermolen                                   | Jeker                              | Maastricht             | Maastricht        | Limburg   | onderslagmolen                                  | glazuurmolen                                 | restant                      |                |                |
| Oliemolen                                       | Geul                               | Rothem                 | Meerssen          | Limburg   | middenslagmolen                                 | ?                                            | restant                      |                |                |
| Oliemolen van Weustenrade                       | Geleenbeek                         | Weustenrade            | Voerendaal        | Limburg   | onderslagmolen / middenslagmolen                | oliemolen                                    | restant                      |                |                |
| Olie-watermolen                                 | Geleenbeek                         | Spaubeek               | Beek              | Limburg   | middenslagmolen                                 | oliemolen                                    | restant                      |                |                |
| Onderste Molen                                  | Roode Beek                         | Schinveld              | Onderbanken       | Limburg   | middenslagmolen                                 | korenmolen                                   | restant                      |                |                |
| Onderste Molen                                  | Venlose Molenbeek                  | Venlo                  | Venlo             | Limburg   | bovenslagmolen                                  | korenmolen                                   | boerderij                    | woongebied     |                |
| Onderste Neustadtmolen / Molen aan de Molenhoek | Jeker                              | Maastricht             | Maastricht        | Limburg   | middenslagmolen                                 | looiersmolen                                 | restant                      |                |                |
| Oostrumse watermolen/Campsmolen                 | Oostrumse Beek                     | Oostrum                | Venray            | Limburg   | onderslagmolen                                  | koren- en oliemolen                          | restant                      |                |                |
| Oude molen / Molen van Houben                   | Eyserbeek                          | Simpelveld             | Simpelveld        | Limburg   | middenslagmolen                                 | korenmolen                                   | restant                      |                |                |
| Panheeldermolen / Molen van het Bosmolenveld    | Panheelderbeek                     | Panheel                | Maasgouw          | Limburg   | onbekend                                        | korenmolen en oliemolen                      | restant                      |                |                |
| Panhuismolen                                    | Panhuismolenbeek                   | Venlo                  | Venlo             | Limburg   | ?                                               | korenmolen                                   | boerderij                    | woonhuis       |                |
| Picardiemolen                                   | binnengracht vestingwerken         | Venlo                  | Venlo             | Limburg   | ?                                               | korenmolen, oliemolen, trasmolen             | verdwenen                    |                |                |
| Platsmolen of Pletsmolen                        | Platsbeek                          | Nuth                   | Nuth              | Limburg   | bovenslagmolen                                  | korenmolen                                   | restant                      |                |                |
| Pletsmolen of Watervaldermolen                  | Watervalderbeek                    | Meerssen               | Meerssen          | Limburg   | onderslagmolen                                  | korenmolen                                   | restant                      |                |                |
| Puttersmolen / Puther watermolen                | Voerendaalse Molenbeek / Hoensbeek | Voerendaal             | Voerendaal        | Limburg   | bovenslagmolen                                  | korenmolen / oliemolen                       | verdwenen                    |                |                |
| Queern                                          | Jeker                              | Maastricht             | Maastricht        | Limburg   | ?                                               | looierij                                     | verdwenen                    |                |                |
| Rimburgermolen / Kasteelmolen                   | Worm                               | Rimburg                | Landgraaf         | Limburg   | onderslagmolen                                  | koren- en oliemolen                          | restant                      |                |                |
| Roermolen / De Roersemolen                      | Roode Beek                         | Etzenrade (Schinveld)  | Onderbanken       | Limburg   | onderslagmolen                                  | korenmolen, later ook oliemolen              | restant                      |                |                |
| Ronckensteinsmolen                              | Schelkensbeek                      | Reuver                 | Beesel            | Limburg   | bovenslagmolen                                  | koren- en oliemolen                          | restant                      |                |                |
| Schandelermolen                                 | Caumerbeek                         | Heerlen                | Heerlen           | Limburg   | bovenslagmolen                                  | korenmolen                                   | restant                      |                |                |
| Schoeërmolen / Oude Molen                       | Selzerbeek                         | Mamelis                | Vaals             | Limburg   |                                                 | korenmolen                                   | restant                      |                |                |
| Schuurmolen                                     | Zieversbeek                        | Holset                 | Vaals             | Limburg   | middenslagmolen                                 | spinmolen                                    | restant                      |                |                |
| Sint-Elisabethsmolen                            | Leubeek                            | Sint-Elisabethsdal     | Leudal            | Limburg   | onderslagmolen                                  | korenmolen, zaagmolen, oliemolen             | restant                      |                |                |
| Sittardermolen                                  | Molenbeek (Sittard)                | Sittard                | Sittard-Geleen    | Limburg   | onderslagmolen                                  | korenmolen, oliemolen                        | verdwenen                    |                |                |
| Spanjaertsmolen                                 | Helbeek                            | Venlo                  | Venlo             | Limburg   | ?                                               | korenmolen                                   | verdwenen                    |                |                |
| Veldmolen                                       | Gulp                               | Gulpen                 | Gulpen-Wittem     | Limburg   | middenslagmolen                                 | moutmolen                                    | restant                      |                |                |
| De Vijf Koppen                                  | Jeker                              | Maastricht             | Maastricht        | Limburg   | middenslagmolen                                 | schorsmolen                                  | restant                      |                |                |
| Voerendaalse Molen                              | Voerendaalse Molenbeek             | Voerendaal             | Voerendaal        | Limburg   | bovenslagmolen                                  | korenmolen                                   | restant                      |                |                |
| Watermeule Hout-Blerick                         | Springbeek                         | Blerick                | Venlo             | Limburg   | bovenslagmolen                                  | koren- en oliemolen                          | restant                      | horeca         |                |
| Watermolen bij kasteel Annendael                | Vlootbeek                          | Posterholt             | Roerdalen         | Limburg   |                                                 | korenmolen                                   | verdwenen                    |                |                |
| Watermolen tussen Montfort en St. Joost         | Vlootbeek                          | Montfort en Sint Joost | Roerdalen         | Limburg   |                                                 | korenmolen                                   | restant                      |                |                |
| Watermolen van Stein                            | Putbeek                            | Stein                  | Stein             | Limburg   | ?                                               | korenmolen                                   | restant                      | horeca         |                |
| Weerter Papiermolen                             | Geul                               | Meerssen               | Meerssen          | Limburg   | ?                                               | volmolen, korenmolen, later papiermolen      | restant                      |                |                |
| Weizemolen                                      | Wijlderbeek                        | Venlo                  | Venlo             | Limburg   | ?                                               | korenmolen?                                  | verdwenen                    |                |                |
| Weyermeelmolen 1 (2e Weyermolen)                | Jeker                              | Maastricht             | Maastricht        | Limburg   | ?                                               | lakenmolen                                   | restant                      |                |                |
| Weyermeelmolen 2 (4e Weyermolen)                | Jeker                              | Maastricht             | Maastricht        | Limburg   | ?                                               | meelmolen / volmolen                         | verdwenen, nu conservatorium |                |                |
| Weyeroliemolen / De Reek (1e Weyermolen)        | Jeker                              | Maastricht             | Maastricht        | Limburg   | onderslagmolen                                  | oliemolen, vernismolen                       | restant (woonhuis)           |                |                |
| Weyervolmolen (3e Weyermolen)                   | Jeker                              | Maastricht             | Maastricht        | Limburg   | ?                                               | volmolen                                     | verdwenen, nu conservatorium |                |                |
| Zaagwatermolen                                  | Voer                               | Laag-Caestert          | Eijsden-Margraten | Limburg   | turbinemolen                                    | zaagmolen                                    | restant                      |                |                |